# گاز الکترونی دو بعدی
گاز الکترونی دو بعدی (2DEG) یک مدل علمی در فیزیک حالت جامد است. یک گاز الکترونی است که آزادانه در دو بعد حرکت می‌کند، اما در بعد سوم به شدت محصور است. این محصور شدن شدید منجر به سطوح انرژی کوانتیزه شده برای حرکت در جهت سوم می‌شود که می‌توان آن را برای اکثر مشکلات نادیده گرفت؛ بنابراین به نظر می‌رسد که الکترون‌ها یک صفحه دوبعدی هستند که در یک دنیای سه‌بعدی جاسازی شده‌اند. ساختار مشابه از سوراخ است که به نام گاز سوراخ دو بعدی (2DHG)، و از جمله سیستم‌ها بسیاری از خواص مفید و جالب است.

## تحقق‌ها

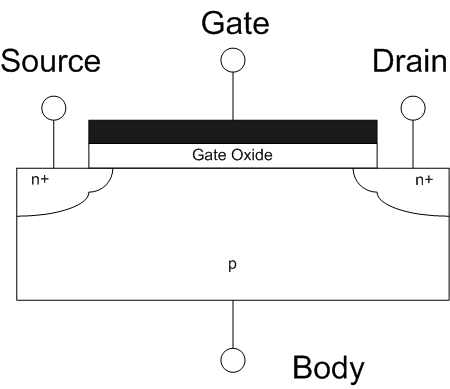
در ماسفت‌ها، 2DEG تنها زمانی وجود دارد که ترانزیستور در حالت وارونگی باشد و مستقیماً در زیر اکسید گیت یافت می‌شود.

نمودار لبه نوار یک HEMT عادی. لبه نوار رسانایی و سطح فرمی چگالی الکترون را در 2DEG تعیین می‌کنند. سطوح کوانتیزه در چاه مثلثی شکل (ناحیه زرد) شکل می‌گیرد و به‌طور مطلوب فقط یکی از آنها زیر است.

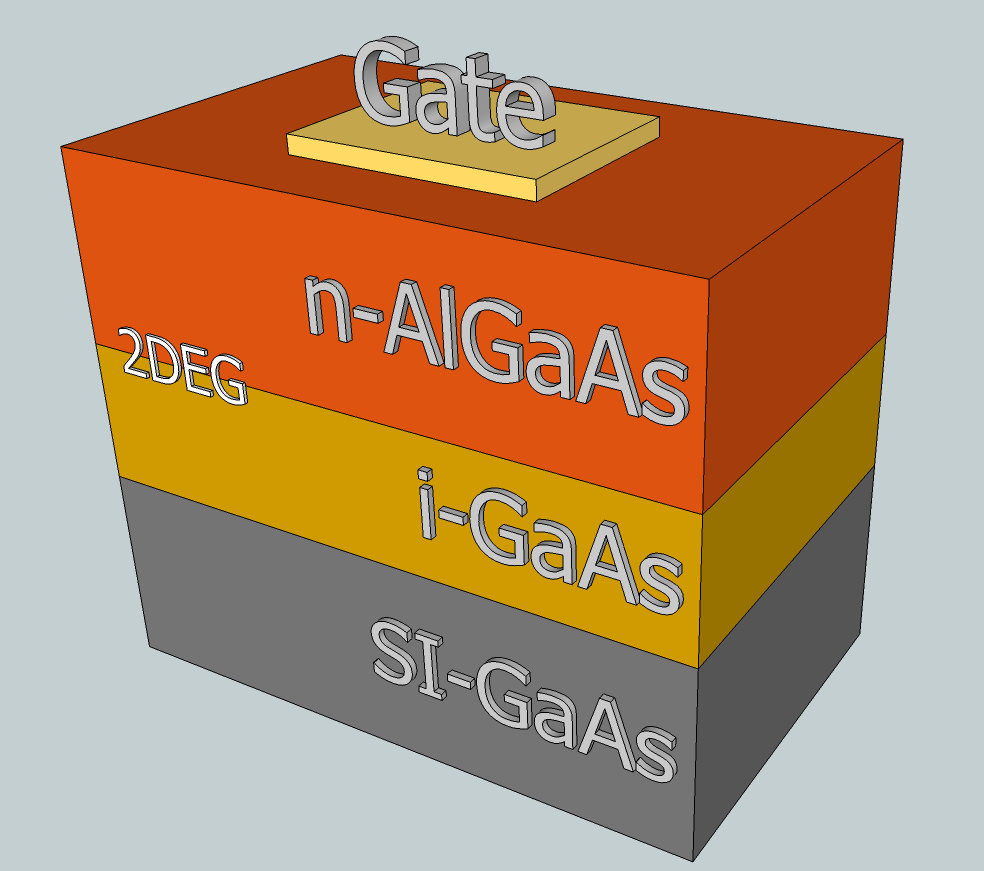
ناهمساختار مربوط به نمودار لبه نواری بالا.

بیشتر 2DEGها در ساختارهای شبه ترانزیستور ساخته شده از نیمه هادی‌ها یافت می‌شوند. متداول‌ترین 2DEG لایه‌ای از الکترون‌های موجود در ماسفت‌ها (ترانزیستورهای اثر میدانی فلز-اکسید-نیمه هادی) است. هنگامی که ترانزیستور در حالت وارونگی است، الکترون‌های زیر اکسید گیت به رابط نیمه‌رسانا-اکسید محدود می‌شوند و بنابراین سطوح انرژی کاملاً مشخصی را اشغال می‌کنند. برای چاه‌های پتانسیل نازک و دماهای نه چندان زیاد، فقط پایین‌ترین سطح اشغال می‌شود (به شرح شکل مراجعه کنید)، و بنابراین حرکت الکترون‌ها عمود بر سطح مشترک را می‌توان نادیده گرفت. با این حال، الکترون آزاد است که به موازات سطح مشترک حرکت کند، و به همین ترتیب شبه-دو بعدی است.
روش‌های دیگر برای مهندسی 2DEG ترانزیستورهای با تحرک الکترون بالا (HEMT) و چاه‌های کوانتومی مستطیلی هستند. HEMTها ترانزیستورهای اثر میدانی هستند که از پیوند ناهمگون بین دو ماده نیمه‌رسانا برای محدود کردن الکترون‌ها به یک چاه کوانتومی مثلثی استفاده می‌کنند. الکترون محدود به نامتجانس HEMTs نشان بالاتر تحرک از کسانی که در ماسفت، از دستگاه سابق با بهره‌گیری از عمد کانال بدون دوپه در نتیجه موجب کاهش اثرات زیان آور پراکندگی ناخالصی یونیزه می‌شود. دو رابط ناهمگونی با فاصله نزدیک ممکن است برای محدود کردن الکترون‌ها به یک چاه کوانتومی مستطیلی استفاده شود. انتخاب دقیق مواد و ترکیبات آلیاژی امکان کنترل چگالی حامل در 2DEG را فراهم می‌کند.
الکترون‌ها ممکن است به سطح یک ماده نیز محدود شوند. برای مثال، الکترون‌های آزاد روی سطح هلیوم مایع شناور می‌شوند و آزادانه در طول سطح حرکت می‌کنند، اما به هلیوم می‌چسبند. برخی از کارهای اولیه در 2DEG با استفاده از این سیستم انجام شد. علاوه بر هلیوم مایع، عایق‌های جامد (مانند عایق‌های توپولوژیکی) نیز وجود دارند که از حالت‌های الکترونیکی سطح رسانا پشتیبانی می‌کنند.
اخیراً، مواد جامد نازک اتمی (گرافن، و همچنین دی‌کالکوژنید فلزی مانند دی سولفید مولیبدن) ساخته شده‌اند که در آن الکترون‌ها تا حد زیادی محدود شده‌اند. سیستم الکترونی دو بعدی در گرافن می‌تواند به هر یک از 2DEG یا 2DHG (2-D گاز حفره) توسط‌های راهگاهی یا شیمیایی دوپینگ تنظیم می‌شود. این موضوع به دلیل کاربردهای چندمنظوره گرافن (بعضی از موارد موجود اما عمدتاً پیش‌بینی شده) موضوع تحقیقات فعلی بوده‌است.
یک کلاس جداگانه از هتروساختارها که می‌توانند میزبان 2DEG باشند، اکسیدها هستند. اگرچه هر دو طرف ساختار ناهمسان عایق هستند، 2DEG در سطح مشترک ممکن است حتی بدون دوپینگ (که رویکرد معمول در نیمه هادی‌ها است) ایجاد شود. مثال معمولی ساختار ناهمسان ZnO/ZnMgO است. مثال‌های بیش‌تر را می‌توان در بررسی‌های اخیر پیدا شده‌است از جمله یک کشف قابل توجه از سال ۲۰۰۴، یک 2DEG در LaAlO <sub id="mwQg">3</sub> / SrTiO <sub id="mwQw">3</sub> رابط که ابررسانا در دماهای پایین می‌شود. منشأ این 2DEG هنوز ناشناخته است، اما ممکن است شبیه به دوپینگ مدولاسیون در نیمه هادی‌ها باشد، با فضای خالی اکسیژن ناشی از میدان الکتریکی که به عنوان مواد ناخالص عمل می‌کند.

## آزمایش‌ها
تحقیقات قابل توجهی در مورد 2DEG و 2DHG انجام شده‌است و تا به امروز ادامه دارد. 2DEGها یک سیستم بالغ از الکترون‌های با تحرک بسیار بالا، به ویژه در دماهای پایین، ارائه می‌دهند. وقتی تا 4 K خنک شود، 2DEG ممکن است تحرک داشته باشد {\displaystyle \mu } از سفارش 1,000,000 cm 2 /Vs و دماهای پایین‌تر می‌تواند منجر به افزایش {\displaystyle \mu } شود. ساختارهای ناهمسان پیشرفته و پیشرفته با قابلیت تحرک حدود ۳۰٬۰۰۰٬۰۰۰ سانتی‌متر 2 (V.s) ساخته شده‌است. این تحرکات عظیم بستر آزمایشی را برای کاوش در فیزیک بنیادی فراهم می‌کند، زیرا علاوه بر محصور شدن و جرم مؤثر، الکترون‌ها اغلب با نیمه‌هادی برهم‌کنش نمی‌کنند، گاهی اوقات چندین میکرومتر را قبل از برخورد طی می‌کنند. این به اصطلاح مسیر آزاد معنی است {\displaystyle \ell } را می‌توان در تقریب باند به صورت سهموی تخمین زد
{\displaystyle \ell =v_{\rm {F}}\tau ={\sqrt {2\pi n}}{\frac {\hbar \mu }{e}}\approx 5.2\ \mu \mathrm {m} \times \mu \ [10^{6}\ \mathrm {cm^{2}/Vs} ]{\sqrt {n\ [10^{11}\ \mathrm {cm^{-2}} ]}}}
جایی که {\displaystyle n} چگالی الکترون در ۲ درجه است. توجه داشته باشید که {\displaystyle \mu } به‌طور معمول بستگی دارد {\displaystyle n} . تحرک سیستم‌های 2DHG کوچک‌تر از اکثر سیستم‌های 2DEG است که تا حدی به دلیل جرم‌های مؤثر بزرگ‌تر سوراخ‌ها است (چند 1000 cm 2 /(V·s) در حال حاضر می‌تواند تحرک بالا در نظر گرفته شود).
گذشته از اینکه امروزه در هر دستگاه نیمه هادی مورد استفاده قرار می‌گیرد، سیستم‌های دو بعدی امکان دسترسی به فیزیک جالب را فراهم می‌کنند. اثر هال کوانتومی برای اولین بار در ۲ درجه مشاهده شد، که منجر به دو جایزه نوبل در فیزیک شد، کلاوس فون کلیتسینگ در سال ۱۹۸۵، و رابرت بی لافلین، هورست ال استورمر و دانیل سی تسویی در 1998. طیف یک 2DEG مدوله شده جانبی (یک ابرشبکه دو بعدی) که در معرض میدان مغناطیسی B است را می‌توان به عنوان پروانه Hofstadter نشان داد، یک ساختار فراکتال در نمودار انرژی در مقابل B، که نشانه‌هایی از آن در آزمایش‌های حمل و نقل مشاهده شد. بسیاری از پدیده‌های جالب دیگر مربوط به 2DEG مورد مطالعه قرار گرفته‌است. [آ]